# Statenverkiezingen Curaçao 2016
In Curaçao waren voor 30 september 2016 verkiezingen gepland voor de Staten van Curaçao. Op 29 september 2016 werden de verkiezingen in verband met te verwachten noodweer rond orkaan Matthew uitgesteld tot 5 oktober 2016.
De verkiezingen werden gehouden als gevolg van de afloop van de zittingstermijn van de Staten van Curaçao die gekozen was bij de Statenverkiezingen van 2012.
De zittingsperiode van de nieuw gekozen Staten begon op 2 november 2016.

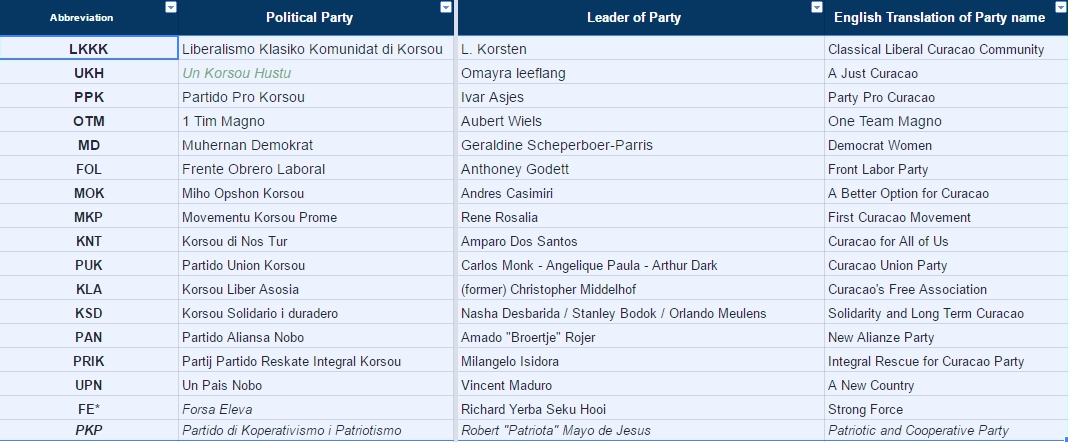
Alle voor deelneming in 2016 aangemelde politieke partijen

## Systematiek
De 21 zetels in de Staten worden gekozen door middel van het systeem van evenredige vertegenwoordiging. Partijen die al in de Staten vertegenwoordigd zijn, worden toegelaten tot de volgende verkiezingen. Nieuwe partijen moeten voordien bij ondersteuningsverkiezingen een kiesdrempel overschrijden. Deze drempel is wettelijk vastgelegd op 1% van het aantal geldige stemmen bij de vorige verkiezingen.

## Ondersteuningsverkiezingen
Op 20 en 21 augustus 2016 werden ondersteuningsverkiezingen gehouden. Hieraan namen vijftien partijen deel, waarvan zeven de kiesdrempel van 870 stemmen behaalden.

## Deelnemende partijen
De kandidatenlijsten werden op 29 september 2016 gepubliceerd door het Hoofdstembureau Curaçao.
| Lijst | Partij                           | Lijsttrekker            |
| ----- | -------------------------------- | ----------------------- |
| 1     | MFK                              | Gerrit Schotte          |
| 2     | Movementu Kousa Promé            | René Rosalia            |
| 3     | Un Kòrsou Hustu                  | Omayra Leeflang         |
| 4     | MAN                              | Hensley Koeiman         |
| 5     | Kòrsou di Nos Tur                | Miro Amparo dos Santos  |
| 6     | PAIS                             | Alex Rosaria            |
| 7     | Movementu Progresivo             | Marilyn Moses           |
| 8     | PAS                              | Charles Cooper          |
| 9     | Democratische Partij (DP)        | Gera Scheperboer-Parris |
| 10    | PAR                              | Zita Jesus-Leito        |
| 11    | Partido Propósito Kòrsou         | Ivar Asjes              |
| 12    | Pueblo Soberano                  | Jaime Córdoba           |
| 13    | Partido Nashonal di Pueblo (PNP) | Humphrey Davelaar       |

## Uitslag
De definitieve uitslag werd bekendgemaakt door het Hoofdstembureau Curaçao.

### Opkomst
|                          | 2012    | 2012      | 2016    | 2016  |
| # stemmen                | %       | # stemmen | %       |       |
| ------------------------ | ------- | --------- | ------- | ----- |
| Kiesgerechtigden         | 116.857 |           | 120.456 |       |
| Niet opgekomen           | 27.923  | 23,90     | 40.033  | 33,23 |
| Opkomst                  | 88.934  | 76,10     | 80.423  | 66,77 |
| Blanco/ongeldige stemmen | 1.963   | 2,21      | 1.303   | 1,47  |
| Geldige stemmen          | 86.971  | 97,79     | 79.120  | 98,53 |

### Stemmen en zetelverdeling
| Partij                                 | 2012      | 2012  | 2012   | 2016      | 2016  | 2016   | verschil | verschil |
| Partij                                 | # stemmen | %     | zetels | # stemmen | %     | zetels | %        | zetels   |
| -------------------------------------- | --------- | ----- | ------ | --------- | ----- | ------ | -------- | -------- |
| MAN                                    | 8.294     | 9,54  | 2      | 12.839    | 16,23 | 4      | +6,67    | +2       |
| Movementu Futuro Kòrsou                | 18.450    | 21,21 | 5      | 12.671    | 16,01 | 4      | -5,19    | -1       |
| Partido Alternativa Real               | 17.179    | 19,75 | 4      | 11.949    | 15,10 | 4      | -4,64    | 0        |
| Kòrsou di Nos Tur                      | -         | -     | -      | 8.254     | 10,43 | 3      | +10,43   | +3       |
| Partido Nashonal di Pueblo             | 5.130     | 5,90  | 1      | 7.017     | 8,87  | 2      | +2,97    | +1       |
| Pueblo Soberano                        | 19.715    | 22,67 | 5      | 5.323     | 6,73  | 2      | -15,94   | -3       |
| Un Kòrsou Hustu                        | -         | -     | -      | 4.845     | 6,12  | 1      | +6,12    | +1       |
| Movementu Progresivo                   | -         | -     | -      | 4.140     | 5,23  | 1      | +5,23    | +1       |
| Partido pa Adelanto I Inovashon Soshal | 15.286    | 17,58 | 4      | 3.654     | 4,62  | 0      | -12,96   | -4       |
| Movementu Patriótiko i Adelanto Sosial | -         | -     | -      | 3.452     | 4,36  | 0      | +4,36    | 0        |
| Democratische Partij                   | 1.127     | 1,30  | 0      | 1.963     | 2,48  | 0      | +1,18    | 0        |
| Movementu Kousa Promé                  | -         | -     | -      | 1.867     | 2,36  | 0      | +2,36    | 0        |
| Partido Propósito Kòrsou               | -         | -     | -      | 1.146     | 1,45  | 0      | +1,45    | 0        |
| overige partijen in 2012               | 1.790     | 2,06  | 0      | -         | -     | -      | -2,06    | 0        |
| Totaal                                 | 86.971    | 100   | 21     | 79.120    | 100   | 21     |          | 0        |

## Vervolg
De gekozen Statenleden werden op 2 november 2016 geïnstalleerd. Voor het verloop van de formatie, zie Kabinetsformatie Curaçao 2016.